# Александровская больница (Санкт-Петербург)
Александровская больница — городское медицинское учреждение широкого профиля в Санкт-Петербурге, на проспекте Солидарности, дом 4. Одна из старейших больниц города.

## История
Согласно указу Николая I от 16 апреля 1842 года в Санкт-Петербурге была учреждена больница «для чернорабочего класса людей». Указом предписывалось обеспечить 450 кроватей для мужского отделения и 50 для женского. Больница подчинялась Санкт-Петербургскому Приказу общественного призрения и располагалась в нескольких зданиях в разных частях города. В дальнейшем на основе этой больницы формировалась «Александровская больница для рабочего населения в память 19-го февраля 1861 года», учреждённая указом Александра II от 31 марта 1861 года. Первым главным врачом был назначен К. О. Лопушинский. В 1866 году для неё был построен комплекс на набережной Фонтанки, 132. В честь Александра II перед фасадом больницы был установлен бюст императора.
После революции Александровская больница была переименована в больницу имени 25-го Октября. Бюст самодержца снесли, а постамент от него, огороженный толстой цепью, сохранился по сей день.
Здания больницы 13 февраля 1943 года были обстреляны немецкими войсками. В 19 часов 5 минут снарядом, разорвавшемся в 8-м отделении, было ранено восемь человек. В течение последующих двух минут разорвались ещё 5 снарядов. Один человек был убит, трое ранено. В 19 часов 45 минут в больницу попали ещё два снаряда, на этот раз жертв не было: один снаряд попал в морг, другой — неподалёку от него.
В 1985 году Александровская больница переехала в специально построенный для неё комплекс зданий на проспекте Солидарности, а в 1992 г. вернула себе имя своего основателя. В историческом здании на набережной реки Фонтанки, 132, в настоящее время находится стационарная база №2 Психиатрической больницы №1 им. П. П. Кащенко.
На территории Александровской больницы есть музей, в котором можно познакомиться с её историей со дня основания, медицинскими инструментами, использовавшимися в XIX веке, меню больничного обеда, историями болезней, описаниями посещений императора.

## Современность

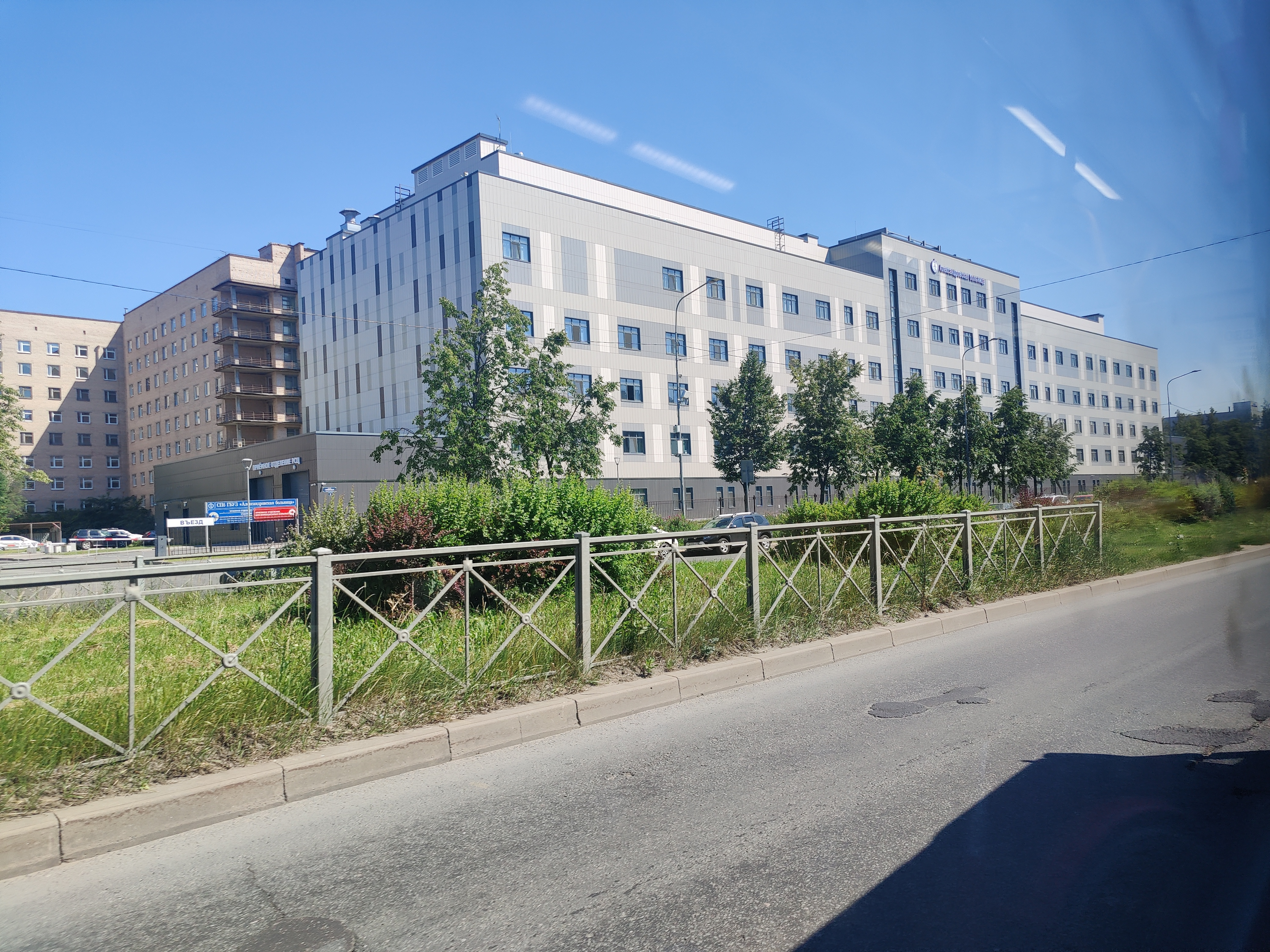
Комплекс на проспекте Солидарности

На территории больничного комплекса работает более 20 клинических отделений: гематологии, неврологии, центр психосоматической медицины, кардиологии, общей терапии, гастроэнтерологии, урологии, неотложной эндовидеохирургии, два гинекологических отделения, хирургии, два травматологических, три нейрохирургических, отделение челюстно-лицевой травмы, инфарктное отделение.
В число вспомогательных отделений входят: клинико-диагностическая и бактериологическая лаборатории, отделения дистанционной литотрипсии, функциональной диагностики, рентген-диагностики, радиоизотопная лаборатория, отделение переливания крови, физиотерапевтическое, отделение гипербарической оксигенации.
В 1986 г. в Александровской больнице впервые в России было организовано отделение черепно-лицевой травмы. Сотрудники отделения владеют приемами комплексного обследования, экстренного и последующего восстановительного лечения повреждений черепа, головного мозга, челюстно-лицевой области и органа зрения.
Сегодня в Александровской больнице работает 334 врача, из них 25 кандидатов медицинских наук и 5 докторов медицинских наук. Большая часть врачебно-сестринского персонала имеет высшие и первые категории. Закончена реконструкция водолечебницы, которая проводилась совместно с фондом помощи Александровской больнице, организованным правнучкой императора Александра II и праправнучкой А. С. Пушкина — графиней Клотильдой фон Ринтелен.